# Rue des Poissonniers (Paris)
Pour les articles homonymes, voir Rue des Poissonniers.
La rue des Poissonniers est une voie du 18e arrondissement de Paris, en France.

## Situation et accès
La rue des Poissonniers est orientée globalement nord-sud, dans le 18e arrondissement de Paris. Elle débute au sud au niveau du 26, boulevard Barbès et se termine 1 420 m au nord sur le boulevard Ney. La rue est située à proximité des voies de la gare du Nord.
Outre les boulevards Barbès et Ney, la rue des Poissonniers est rejointe ou traversée par plusieurs rues ; du nord au sud :
| Ouest                                       | Est                                   |
| ------------------------------------------- | ------------------------------------- |
| No 165 : rue Belliard                       |                                       |
| Nos 133-135 : rue Boinod et rue Championnet |                                       |
|                                             | Nos 120-122 : rue Madeleine-Rebérioux |
| Nos 119-121 : rue des Amiraux               | Nos 114-116 : rue René-Clair          |
| Nos 113-117 : rue Gaston-Auguet             |                                       |
| Nos 107-107 bis : rue du Simplon            |                                       |
| Nos 99 bis-101 : rue Émile-Chaine           |                                       |
| Nos 97-99 : rue du Nord                     |                                       |
|                                             | Allée d'Andrézieux                    |
| Nos 71-73 : rue des Portes-Blanches         |                                       |
| Nos 67-69 et 76-78 : rue Ordener            |                                       |
| Nos 61-63 et 66-68 : rue Marcadet           |                                       |
| No 61 : rue Labat                           |                                       |
|                                             | Nos 54-56 : rue Pierre-Budin          |
|                                             | Nos 46-48 : rue d'Oran                |
| Nos 33 bis-35 et 38-40 : rue Doudeauville   |                                       |
| No 33 bis : rue Poulet                      |                                       |
|                                             | Nos 32-34 : rue de Panama             |
|                                             | Nos 24-26 : rue de Suez               |
| Nos 21-23 : rue Dejean                      |                                       |
| Nos 13-15 et 16-18 : rue Myrha              |                                       |
| Nos 10-14 : rue Richomme                    |                                       |
| Nos 8-10 : rue Polonceau                    |                                       |

Le sud de la rue comprend essentiellement des bâtiments d'habitation datant des années 1900 avec des échoppes aux rez-de-chaussée.

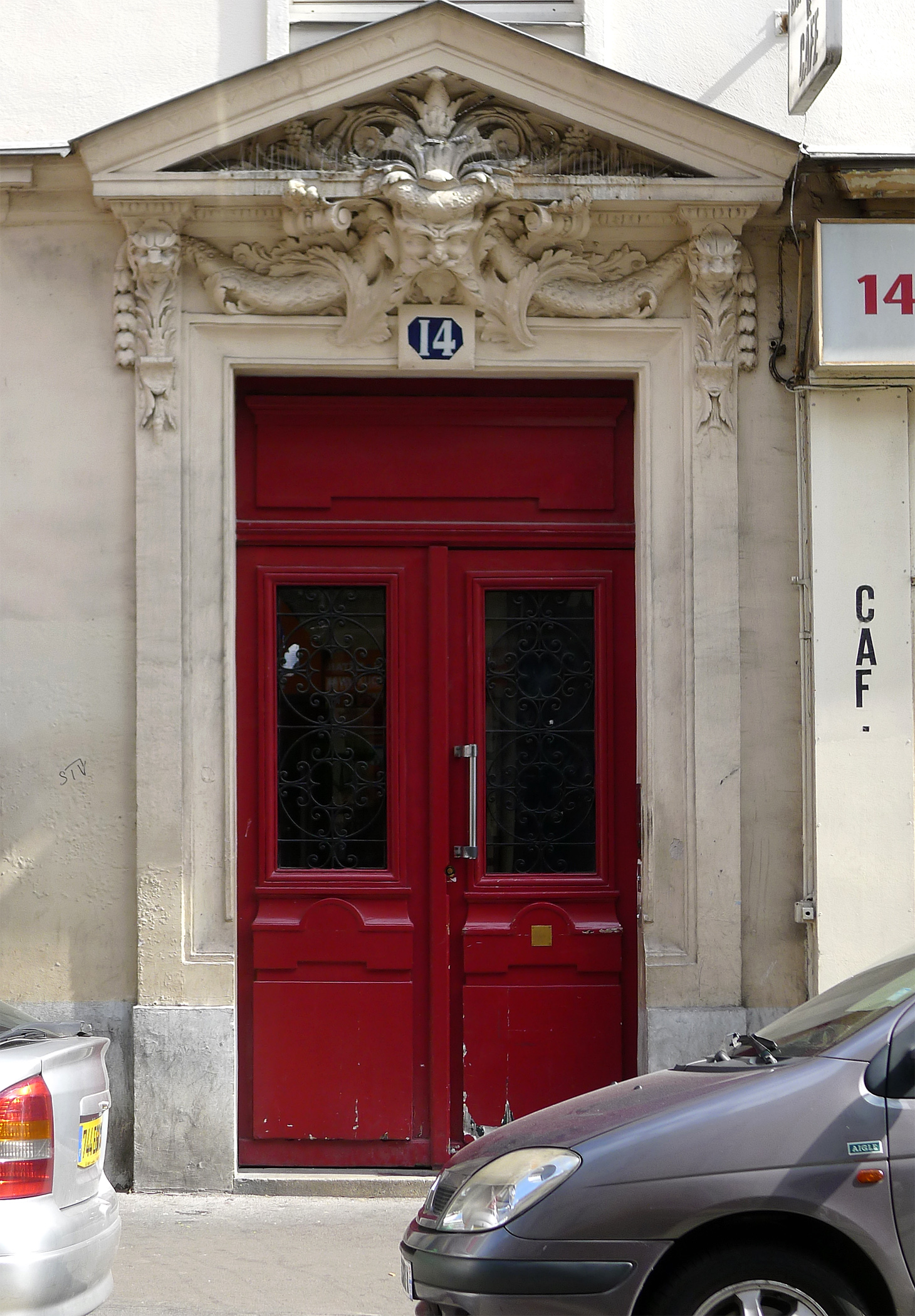
No 14 : porte avec fronton ouvragé.
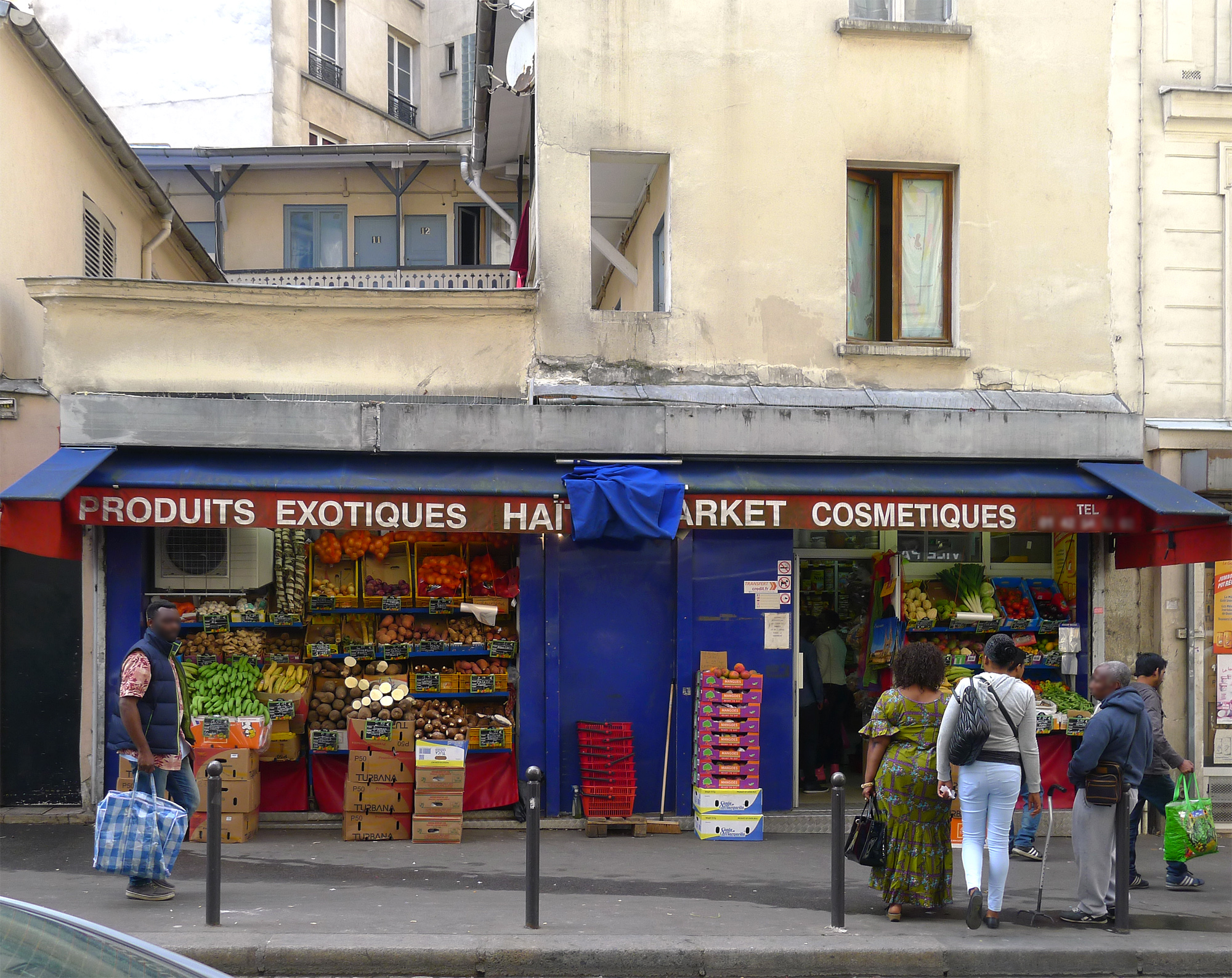
Boutique de produits exotiques.
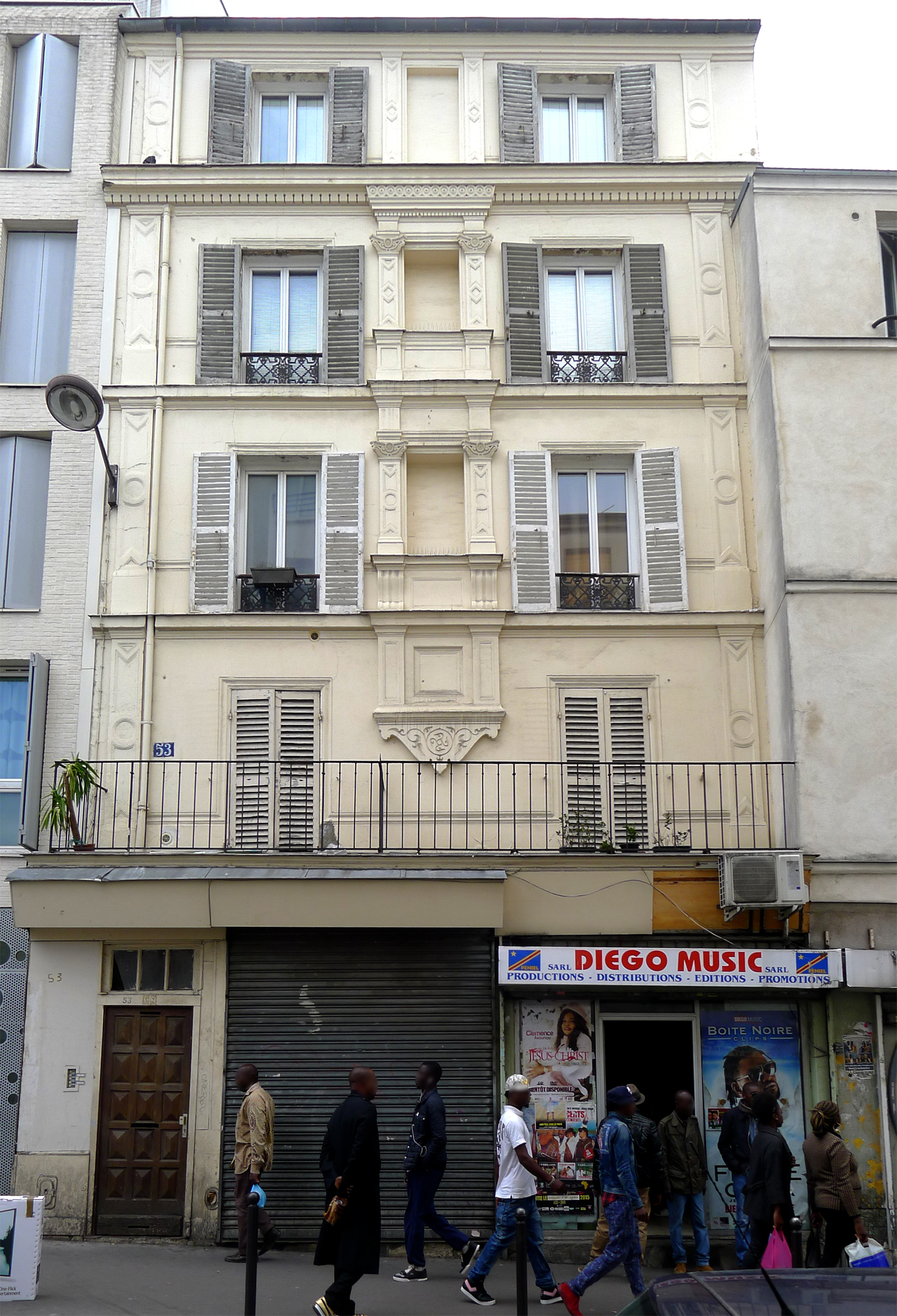
No 53 : façade d'immeuble.

En revanche, le nord de la rue a été massivement transformé par des rénovations du bâti ancien ; la rue a été élargie et les immeubles d'habitation ont été remplacés par des constructions ou espaces moins homogènes comprenant notamment des espaces commerciaux et des jardins publics.

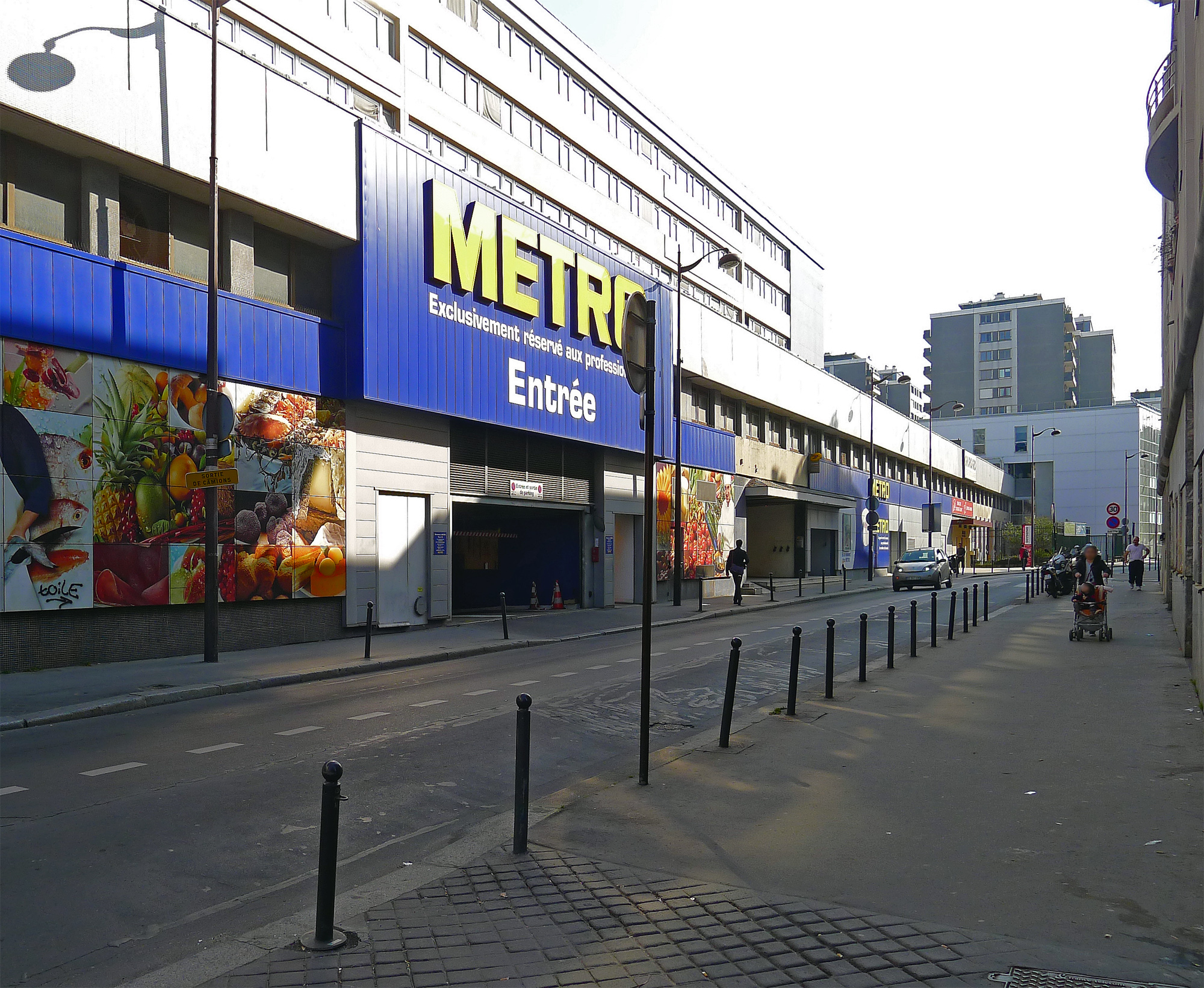
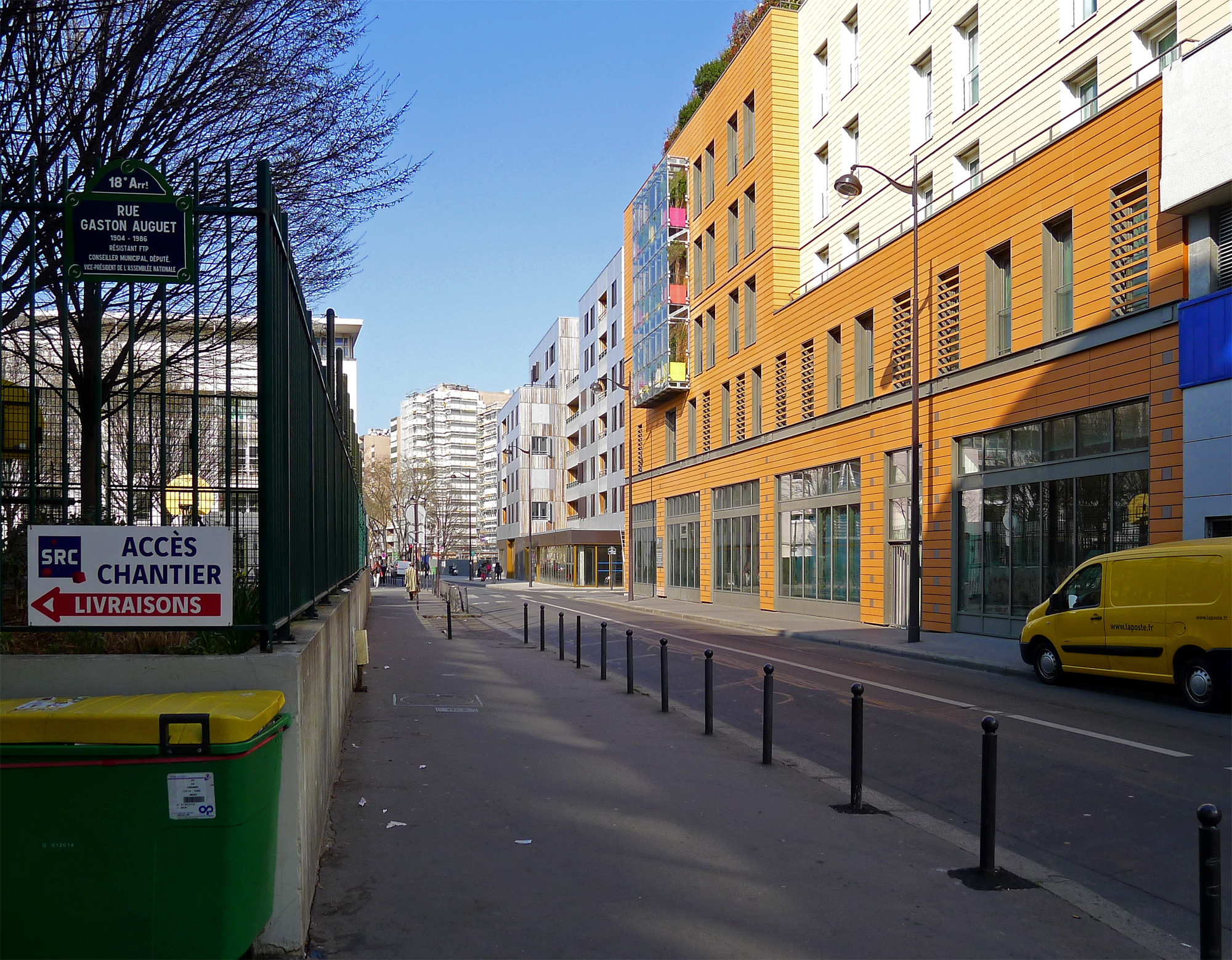

Plus au nord, de l'autre côté du boulevard Ney, la rue est prolongée par l'avenue de la Porte-des-Poissonniers, conduisant à la porte des Poissonniers et à la limite de Paris, entre Saint-Ouen et Saint-Denis.

## Origine du nom
La voie tire son nom du fait qu'elle est un élément du chemin des Poissonniers, route reliant le nord de la France et les Halles de Paris empruntée par les marchands de poissons.

## Historique
La rue fait partie à l'origine des communes de La Chapelle et de Montmartre. Ces communes sont absorbées par Paris en 1860.
Lors de la création du boulevard Barbès en 1867, le sud de la rue des Poissonniers est incorporé à ce nouvel axe ; de ce fait, la rue n'est plus directement connectée à la rue du Faubourg-Poissonnière.

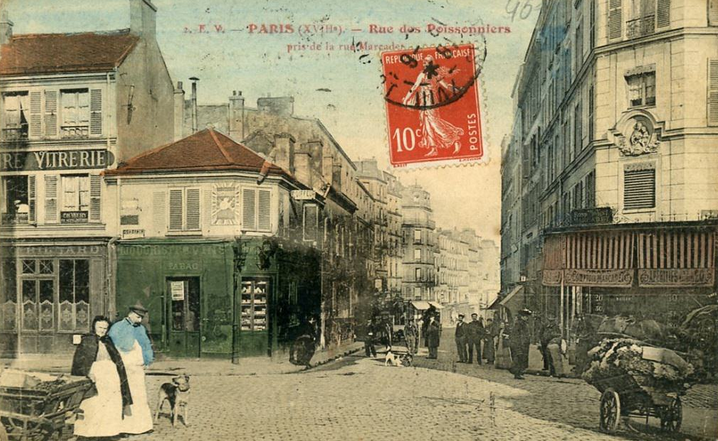
Rue des Poissoniers, vers 1900, près de la rue Marcadet.

Le 7 août 1918, durant la Première Guerre mondiale, un obus lancé par la Grosse Bertha explose au no 143 rue des Poissonniers.
Au no 116 se trouve le premier supermarché participatif autogéré de France, la Louve, ouvert en 2017.

## Bâtiments remarquables et lieux de mémoire
- Collège Georges Clemenceau.
- No 49 : à l’arrière de l’immeuble sur rue, ancien lavoir reconverti en logements[3].
- Entre la rue de la Goutte-d'Or et la rue Polonceau, au XVIIIe siècle, des spéculateurs exploitent une nitrière artificielle pour les besoins de la Régie spéciale des poudres et des explosifs. Selon Émile de La Bédollière, c’est l’origine du développement industriel de Clignancourt[4],[5].
- No 68 : à l’angle avec la rue Marcadet, un bas-relief représente l’Enfant Jésus sur le bras de la Vierge. L’Enfant joue avec une grappe de raisin, rappelant le passé viticole de La Chapelle[4].
- No 122 : jardin Jane-Vialle.

## Dans la littérature
- Jules de Goncourt et Edmond de Goncourt, Germinie Lacerteux, (1864), évoque la rue et le quartier.
- Émile Zola, L'assommoir (1877), l'histoire de Gervaise et ses compagnons s'inscrit dans le quartier et dans cette rue.
- Francis Carco, La Rue, (1930), le café (aujourd’hui disparu) Au bon dieu de Saint-Flour, au no 76, sert de cadre au roman.
- Eugène Dabit, Faubourgs de Paris, (1933), relate ses souvenirs d’enfance.

## Sources
- Jacques Hillairet, Dictionnaire historique des rues de Paris, vol. II, Paris, Éditions de Minuit, 1997, 10e éd. (1re éd. 1963), 256 p. (ISBN 2-7073-1054-9), p. 282.